# 西藏自治区拉萨中学

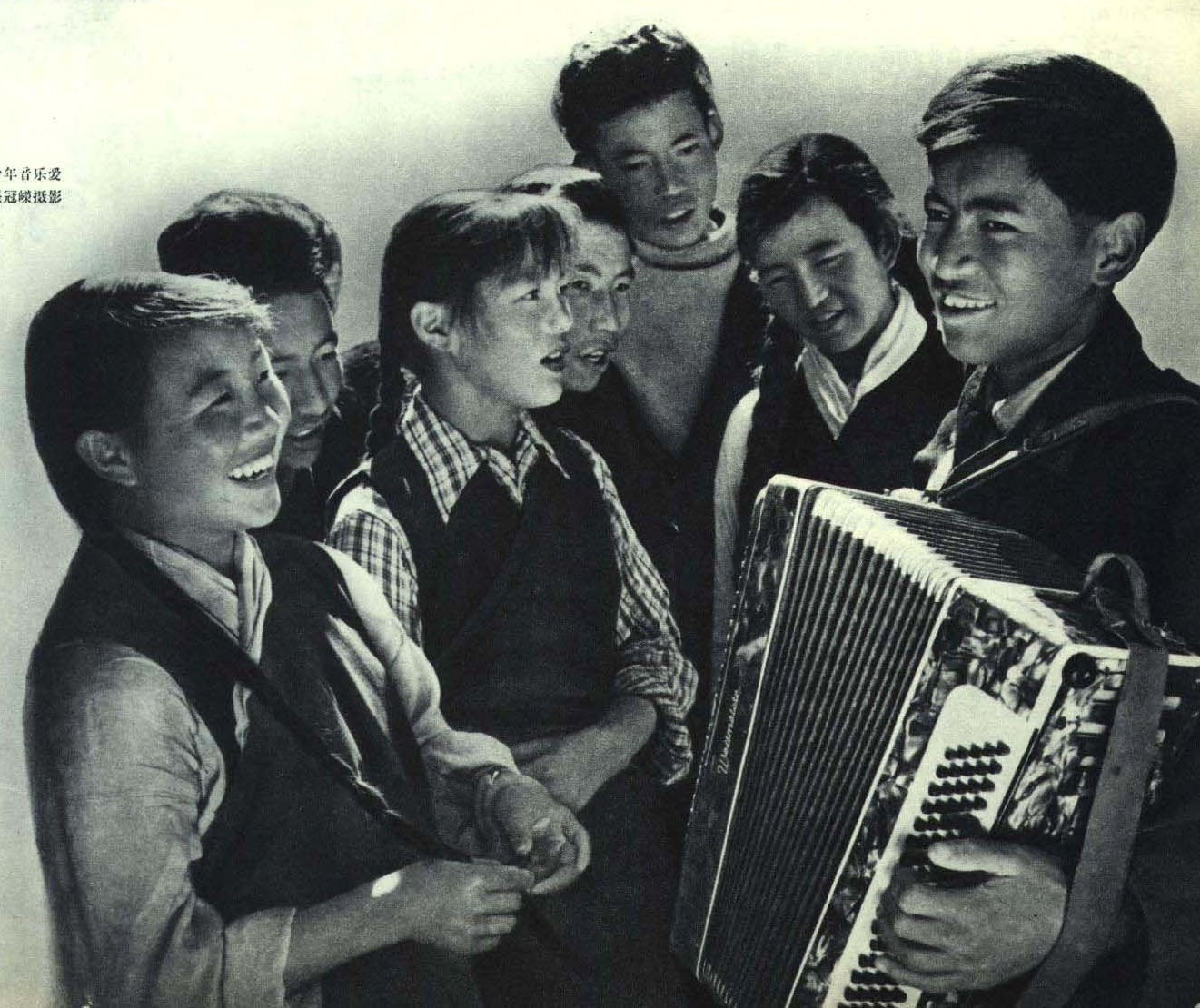
1963年拉萨中学学生

西藏自治区拉萨中学（藏語：ལྷ་ས་སློབ་འབྲིང་，威利转写：lha sa slob 'bring）是中国西藏自治区的自治区办中学，是西藏历史上第一所中学，现直属西藏自治区教育厅，是一所现代化的普通中学。该中学坐落于拉萨市林廓西路。

## 历史
拉萨中学于1956年9月20日开学，当时设有5个初中班、2个初中预备班、2个师资短训班和1个经师班，共有教职工 58人，学生650人。初中班除普通中学的课程外，还设晨念课，每日清晨祷诵佛经；经师班由活佛授课；回族师生每个星期五可回家做礼拜。1957年，经师班停办，初中班和师资短训班进行整顿。1977年，该校改为拉萨市第一中学。1978年定为西藏自治区重点中学。1984年，该校改为西藏自治区拉萨中学，直属西藏自治区教育厅。1985年，该校从边境门巴族、珞巴族、纳西族等少数民族和夏尔巴人、僜人中招收78名学生，设立了2个边境少数民族班。